# Ромева, Рауль
Рау́ль Роме́ва-и-Руэ́да (исп. Raül Romeva i Rueda; род. 12 марта 1971, Мадрид) — испанский экономист, аналитик и политик. В 2015—2018 годах являлся депутатом Парламента Каталонии XII созыва от коалиции Левых республиканцев Каталонии и «Каталония — да».
Рауль Ромева являлся депутатом Европарламента от «Инициативы за Каталонию — Зелёные» (группа Зелёные — Европейский свободный альянс) в 2004—2014 годах. В 2015 году возглавил список кандидатов от Вместе за «Да» на досрочных парламентских выборах в Каталонии. До роспуска правительства Каталонии 28 октября 2017 года занимал в нём должность советника по внешнеполитическим делам, институциональным связям и прозрачности деятельности.

## Биография
Рауль Ромева до 9 лет проживал в Мадриде, затем его семья переехала в Кальдес-де-Монбуй, где Ромева прожил до 22 лет. Окончил экономический факультет и защитил докторскую диссертацию в области международных отношений в Барселонском автономном университете. Работал преподавателем в родном университете, преподавал международные отношения.
Рауль Ромева работал аналитиком в области военных конфликтов и послевоенного восстановления в Центр ЮНЕСКО в Каталонии, общественной организации Intermón Oxfam и Школы культуры мира Барселонского автономного университета, а также являлся консультантом в ООН. В 1995—1996 годах Ромева отвечал за образовательную программу ЮНЕСКО в Боснии и Герцеговине, где в 1996—1997 годах также исполнял обязанности наблюдателя на выборах от ОБСЕ. Деятельность Ромевы в области экологии была связана с такими организациями, как «Гринпис», он преимущественно занимался защитой подводного мира.
Ромева является членом «Инициативы за Каталонию — Зелёные», в 2004 году избирался депутатом Европарламента от списка «Объединённых левых». Рауль Ромева состоял в парламентской группе «Зелёные — Европейский свободный альянс». В Европарламенте Ромева готовил доклады о международной торговле оружием, критиковал роль некоторых государств Европейского союза в этой области. На выборах в Европарламент 2009 года Ромева находился на второй строчке избирательного списка коалиции левых и был избран в Европарламент на новый срок. Рауль Ромева выступал за большую федерализацию Европейского союза и подписал манифест группы Спинелли, продвигавшую идею снижения роли межправительственных связей в муниципальной политике.
В марте 2015 года Рауль Ромева покинул «Инициативу за Каталонию — Зелёные» и 15 июля того же года стало известно, что Ромева возглавит объединённый список «Демократической конвергенции Каталонии» и «Левых республиканцев Каталонии» на парламентских выборах в Каталонии 27 сентября. 14 января 2016 года Ромева занял должность первого советника по внешним делам, институциональным связям и прозрачности деятельности, ответственного за интернационализацию процесса обретения независимости Каталонии.
С 7 сентября 2017 года Рауль Ромева находился под следствием Верховного суда Каталонии по обвинению в злоупотреблении властью, неподчинении решению Конституционного суда и нецелевому использованию общественных средств: Ромева в числе других членов автономного правительства подписал декрет о созыве незаконного референдума о самоопределении Каталонии. 28 октября 2017 года после применения центральным правительством Испании 155 статьи Конституции Испании Ромева был смещён с должности советника правительства Каталонии. 2 ноября 2017 года Рауль Ромева вместе с Ориолом Жункерасом и другими семью советниками правительства Карлеса Пучдемона по решению судьи Кармен Ламелы был заключён в тюрьму. Вышел на свободу под залог, но 23 марта по решению судьи Пабло Льярены был вновь помещён в тюрьму в Эстремере без права освобождения под залог. По решению Верховного суда Испании, опубликованному 14 октября 2019 года, Рауль Ромева был признан виновным в организации беспорядков и приговорён к 12 годам тюремного заключения с последующим лишением права занимать государственные должности в течение 12 лет. Амнистирован в 2021 году.